# Уличные банды в Лос-Анджелесе
Уличные банды в Лос-Анджелесе — преступные группировки, действующие в Лос-Анджелесе и его пригородах. Столкновения между различными бандами в Лос-Анджелесе продолжаются уже на протяжении нескольких десятилетий.

## Лос-Анджелес

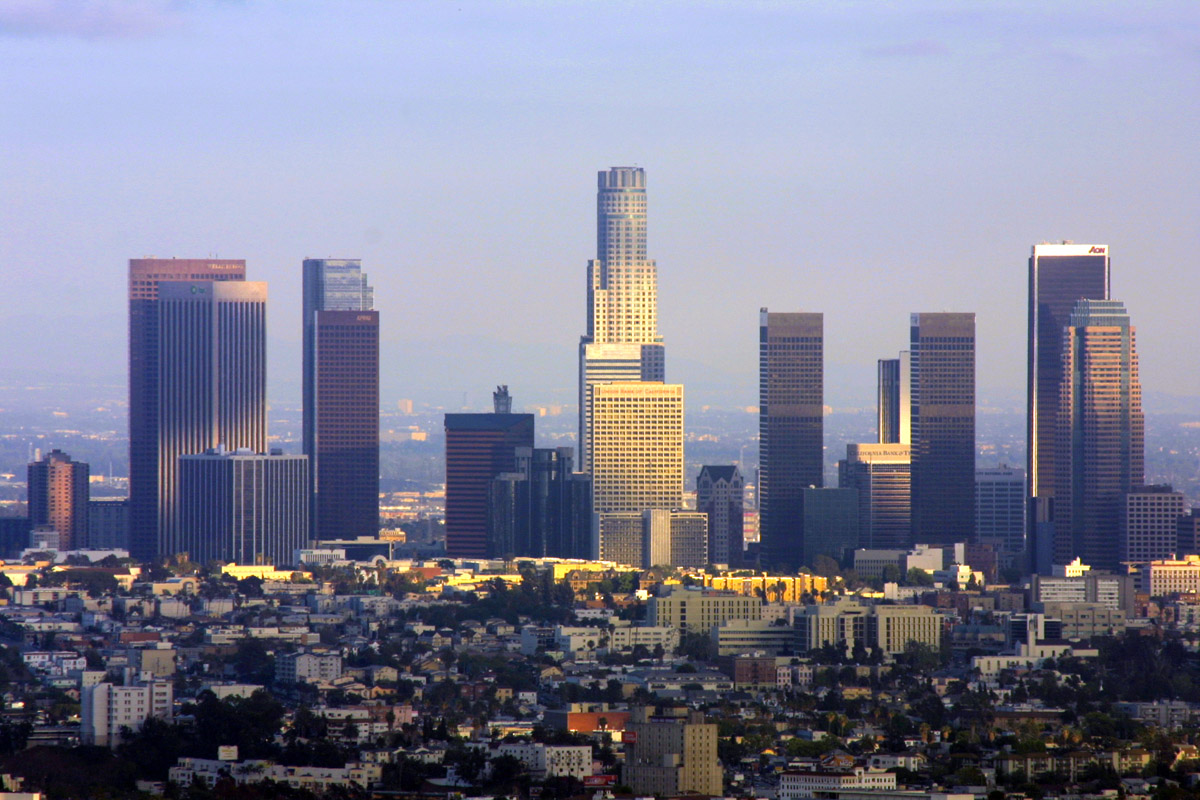
Лос-Анджелес. Вид на центр города

Лос-Анджелес является крупнейшим городом штата Калифорния и вторым по величине (после Нью-Йорка) в США. Он состоит из более 80 районов. Отличительной чертой города является хаотичное скопление разнообразных кварталов, посёлков, промышленных зон и огромных автостоянок. Количество жителей в округе Лос-Анджелес составляет более 10 миллионов. Всего в Лос-Анджелесе проживают представители около 140 стран. Лос-Анджелес отличает слабая выраженность городского центра и очень низкая плотность застройки.

## История уличных банд в Лос-Анджелесе
В Южной Калифорнии уличные банды появились примерно в 1920-х годах, когда мексикано-американские подростки начали объединяться в этнические группировки. Ранние банды «чикано», как правило, в драках использовали цепи и ножи. Огнестрельное оружие применялось редко и воспринималось как признак слабости. Деятельность чёрных банд, возникших в результате большой миграции афроамериканцев в Лос-Анджелес после Второй мировой войны, была очень незначительной.
В результате беспорядков в Уоттсе в 1965 году жители среднего класса стали массово покидать пригороды Южного Лос-Анджелеса, и там остались только представители бедных слоёв населения, которые зачастую не имели работы. Первые гангстерские группировки Лос-Анджелеса образовались в конце 1960-х годов. Легальная и нелегальная волна иммиграции привела к тому, что вновь приезжие начали объединяться друг с другом. Банды начали массово торговать запрещёнными наркотиками, так, крэк-кокаин, появившийся в 1980-х годах, приносил огромные доходы, что привело к более жестоким методам охраны «своей» территории различных группировок.
Появилась особая южно-калифорнийская культура банд. Банды заняли все общественные места — парки, торговые точки, дома и улицы. Репутация любой банды в Южной Калифорнии зависела от того, насколько хорошо она контролировала свою территорию. В Южной Калифорнии банды брали имена своих улиц — Grape Street, 18th Street, Hoover Street, 38th Street, Piru Street и другие.
В 1980-х годах бандитские группировки города заметно активизировались, их преступления отличались всё большей жестокостью, что связывают в первую очередь с широким распространением наркотиков, массово поступающих в Калифорнию из Мексики. В конце 1980-х годов в Лос-Анджелесе производилось повсеместное строительство домов. За 1984 и 1989 годы в округе Лос-Анджелес появилось более 187 тысяч многоквартирных домов, в основном на тех участках, где раньше находились частные дома. В них начали въезжать жители с низкими доходами. Новая инфраструктура давала бандам больше возможностей для укрытия и набора новых участников.
К 1988 году в округе Лос-Анджелес было около 45 тысяч участников латиноамериканских банд и 25 тысяч представителей афроамериканских группировок. В десятках кварталов происходила открытая продажа наркотиков. 1988 год был объявлен полицией и прессой «Годом банд».
Самым кровавым годом в Лос-Анджелесе был 1992-й — тогда погибло 1092 человека. В 1993 году в округе Лос-Анджелеса было совершено 2040 убийств, 803 из которых были связаны с деятельностью банд. Количество ограблений доходило до 40 тысяч. Увеличилось число убийств в общественных местах — в 1992 году количество достигло 82 процентов. Более 6300 случаев стрельбы из машины (drive-by shootings) было зарегистрировано с 1989 по 1993 год. Начиная с 1996 года, в котором жертвами уличных убийств стали 707 человек, самым кровавым стал 2002 год.

## Современность
В настоящее время на территории Лос-Анджелеса и его пригородов действует множество больших и малых преступных группировок, общая численность которых составляет около 700. Эти группировки контролируют определённые городские районы (в основном бедные районы на окраинах города, которые отличаются высоким уровнем безработицы. Такие районы имеют неофициальное название «гетто»). Эти группировки, вне зависимости от их численности, называют просто бандами. Чаще всего эти ОПГ сформированы по расовому или этническому признаку, хотя нередко и в этнические группировки входят представители других рас и этносов. При этом особенно выделяются так называемые мегабанды — преступные группировки, чья численность составляет более 10 000 человек. К мегабандам, действующим в Лос-Анджелесе, относятся афроамериканские банды Pirus, латиноамериканские банды 18th Street gang, Latin Kings, а также два сообщества латиноамериканских банд — Norteños и Sureños. Крупнейшими из этих ОПГ являются Mara Salvatrucha, Crips и Bloods.
Основными видами преступной деятельности банд Лос-Анджелеса являются торговля наркотиками, угоны автомобилей, ограбления и кражи. Обычно рядовые бандиты выполняют распоряжения так называемых «старых гангстеров» — авторитетных руководителей группировок. Нередко главенство в группировках переходит по наследству — от отцов к детям.
По статистике, в Лос-Анджелесе на одного полицейского приходится четыре активных участника банды. При этом количество бандитов продолжает расти. Если в 1975 году их было около 13 тысяч человек, то в середине 2000-х годов — более 80 тысяч. Зачастую люди вступают в банды в раннем возрасте (в последнее время было много случаев вступления в банды даже детей в возрасте 8—9 лет). Часто в банды вступают и девушки. Многие гангстеры происходят из неполных или неблагополучных семей. В городе существует специальная школа, в которой почти все ученики являются бывшими или действующими участниками банд (в том числе враждующих), или так или иначе связанными с бандами. Некоторых из этих детей не принимали в обычные школы, для некоторых эта спецшкола стала последней возможностью избежать тюрьмы.
Лос-Анджелес считается одним из самых криминализированных городов мира.

## Борьба с бандами
В 1980-х Департамент полиции Лос-Анджелеса (LAPD) был известен своими жестокими мерами. Полицейские проводили аресты и уличные рейды, тогда как работе со свидетелями не уделялось должного внимания. Между тем из-за распространения крэк-кокаина и действий банд уровень преступности увеличивался. Патрульные офицеры применяли точечную тактику. Отсутствие информации означало и отсутствие подотчётности как офицеров, так и их начальников.
При LAPD действовал специальный отдел Collective Resources Against Street Hooligans (CRASH) — Коллективные ресурсы против уличных хулиганов. Каждый патрульный участок имел своё подразделение. Самым активным и известным среди них был CRASH в отделении Рампарт. В этом отделе широко практиковалось подбрасывание ложных улик подозреваемым, фальсификация силой выбиваемых признаний и сообщений, покрывание неспровоцированных перестрелок, а также повседневные избиения задержанных участников банд во время допросов, вплоть до их убийства. Когда об этом стало широко известно, началось внутреннее расследование. В 2001 году были рассмотрены дела почти 70 офицеров полиции, 12 из них были временно отстранены, семеро ушли в отставку, пятеро закончили карьеру полицейских. После этого случая CRASH стали называть «самой агрессивной бандой в городе». Позже на смену CRASH был создан Отдел по борьбе с бандитизмом.
В 2002 году Билл (Уильям) Брэттон, ветеран правоохранительных органов, занимавший в 1994—1996 годах должность комиссара полиции, принял приглашение от мэра Лос-Анджелеса Джеймса Хана занять пост главы LAPD. Хан и Брэттон объявили войну уличным бандам. По словам Брэттона, «нет ничего страшнее этих уличных группировок, они более опасны, чем мафия». Когда Брэттон интегрировал систему «Comp Stat» в LAPD, полицейские поняли, каким образом нужно распределять ресурсы. Кроме того, для сотрудников и, в особенности, для капитанов подразделений это означало, что их работа будет оцениваться относительно снижения уровня преступности на патрулируемой территории. Штат сотрудников вырос на 9 тысяч человек.
LAPD также начала применять методы, которые редко до этого использовала: запрет участникам криминальных группировок участвовать в общественных мероприятиях; если полицейские видели бандитов на улицах и в публичных местах, их сразу могли посадить в тюрьму по обвинению в уголовных преступлениях. Всё это дало положительный эффект: банды начали покидать улицы.
В то же время жители города начали создавать районные комитеты совместного действия, отвечающие в том числе за транспортировку детей из дома к месту учёбы и обратно на школьных автобусах. По словам председателя одного из таких комитетов Тимоти Уоткинса, «каждый день кто-нибудь погибает: ребёнок, один из его родителей или родственников».
LAPD начал активно внедрять практику участия полицейских в общественных делах на охраняемой территории (community policing). Больше всего ответственность за эту деятельность ложилась на командира дивизии, так называемого Captain III. Полицейские ранга Captain III больше времени уделяли выстраиванию взаимодействия с пасторами, библиотекарями, торговыми агентами и директорами школ. Новый подход к решению проблемы банд поддержала городская администрация, которая сотрудничала с полицией через Управление по сокращению числа банд и работе с молодежью (GRYD). Они стали выделять средства туда, где молодёжь находилась в наибольшей опасности из-за деятельности преступных группировок. Помимо этого, прокуратура Лос-Анджелеса также заинтересовалась новым методом, и направила своих прокуроров в кварталы, где жители напрямую могли рассказывать сотрудникам правоохранительных органов о проблемах, которые больше всего их волнуют.
Для снижения активности банд применялся также «Закон об организациях», подверженных рэкету и коррупции (RICO), подписанный Конгрессом в 1970 году, и получивший известность в борьбе с главарями итальянских мафиозных группировок. Согласно опросу, проведённому в 2009 году газетой «Los Angeles Times», более двух третей опрошенных чернокожих (68 %) и три четверти латиноамериканцев (76 %) положительно относились к деятельности LAPD.
Первой бандой, против которой завели уголовное дело по закону RICO, стала группировка Highland Park. С того времени в Южной Калифорнии было вынесено более двух десятков обвинительных приговоров по RICO. Меры от системы RICO привели к значительному эффекту: в районе Hawaiian Gardens с 2009 года уровень преступлений с применением насилия снизился на 50 %.
В 2007 году в Комптоне (одном из самых опасных пригородов Лос-Анджелеса) было создано подразделение GRYD (Gang Reduction and Youth Development) — Управление по сокращению числа банд и работе с молодежью. Перед этим управлением была поставлена задача остановить процесс затягивания молодежи в уличные банды и найти альтернативный подход для тех, кто уже является их участниками. GRYD финансируется городом, штатом и федеральными грантами. Только за 2011 год подразделением было израсходовано $26 миллионов. По мнению ставшего мэром города в 2005 году Антонио Вилларайгосы, со времени начала этой программы преступность, связанная с бандитизмом, снизилась в городе на 17 %.
По количеству приговорённых к смертной казни (около 640) Калифорния занимает первое место среди всех штатов Америки. Но из-за многолетних тяжб смертников содержат в тюрьмах строгого режима годами, зачастую они умирают естественной смертью или становятся жертвами других заключённых. Смертная казнь, отменённая в Калифорнии в 1964 году, в 1977 была восстановлена законодательным собранием штата, однако до 1991 не было осуществлено ни одной казни. С 1992 по 2006 год казнили 13 человек. С 2006 года применение смертной казни было приостановлено.
Изменения на рынке недвижимости стали ещё одной причиной, которая косвенно снижала активность преступных группировок. Раньше кварталы Южной Калифорнии, в которых орудовали банды, были замкнутыми и напоминали сельские поселения. Большинство жителей покидали эти районы либо для службы в армии, или попадая в тюрьму. В такой изоляции и появлялись банды. Однако с ростом цен на недвижимость жильё даже в самых неблагоприятных районах города стало дорожать, что способствовало установлению более мирной обстановки, так как многие люди стали уезжать из районов, а вновь приехавшие не имели отношения к действующим в тех районах бандам.

## Турпоездка
Туристам в Лос-Анджелесе не рекомендуется посещать окраины города. Обычно люди стараются не бывать в опасных районах. Однако, у туристов пользуются популярностью автобусные экскурсии под названием «Тур по бандитским местам города Ангелов». Этот туристический маршрут организовал бывший гангстер Альфред Ломас. По его словам, он таким образом хочет остановить уличное насилие, изменить отношение к бедным районам в самом центре Лос-Анджелеса и даже создать рабочие места. В качестве гидов выступают бывшие гангстеры, которые и организовали этот бизнес. Перед тем как отправиться в путь, экскурсанты подписывают договор, в котором берут на себя ответственность за то, что могут стать жертвой преступления.

## Афроамериканские банды
По данным за 2012 год, на территории Лос-Анджелеса действует 274 афроамериканские банды. Самыми крупными из них являются сообщества Crips, Bloods и Pirus. Crips и Bloods, по сути, являются альянсами различных малых автономных афроамериканских банд, связанных между собой зачастую лишь общей символикой. Эти малые банды, образующие сообщества Bloods и Crips, нередко враждуют между собой.

### Crips

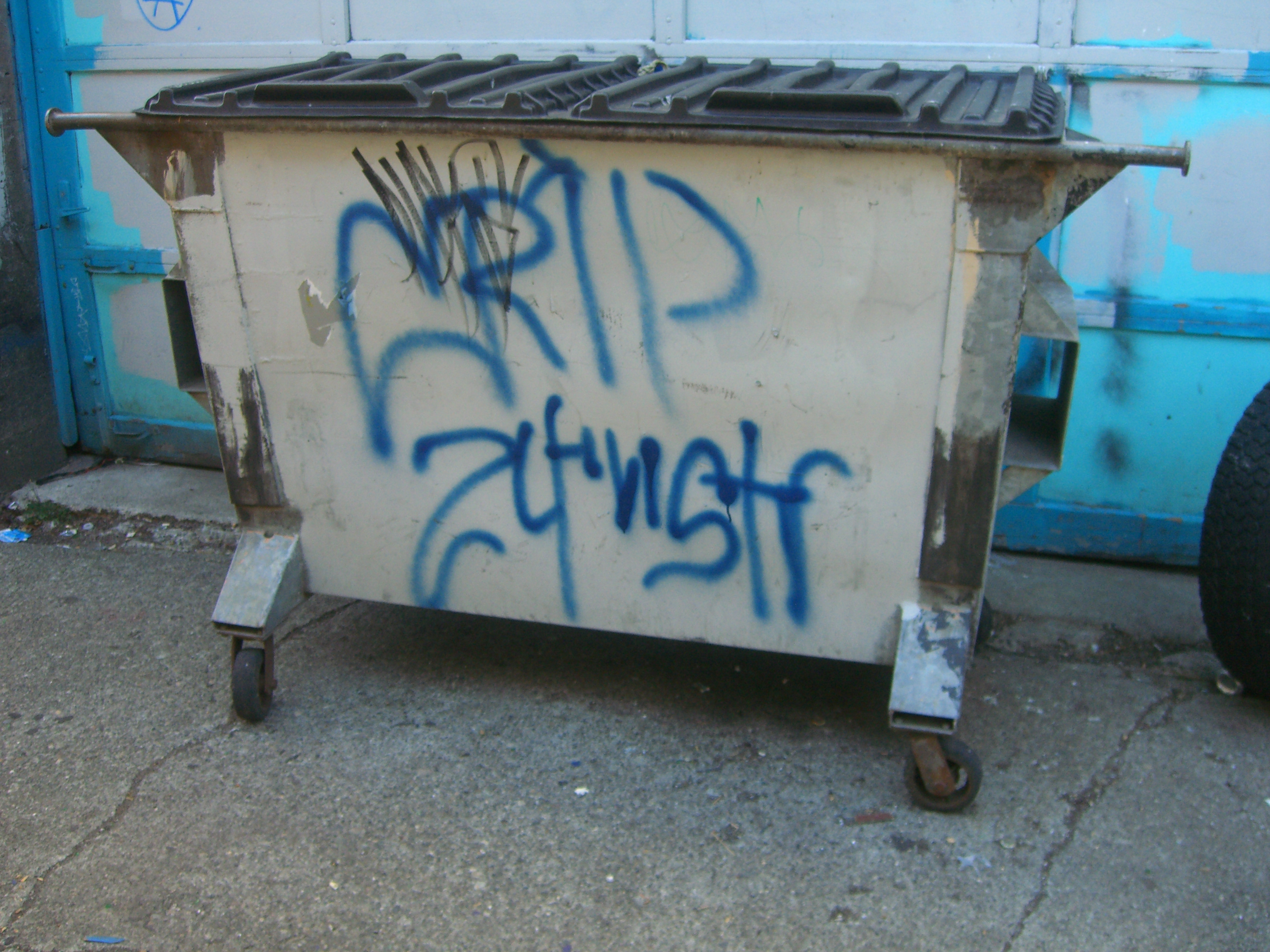
Граффити Crips

Crips — одна из самых старых преступных группировок Лос-Анджелеса. Она была создана в 1969 году подростками-афроамериканцами Стэнли «Туки» Уильямсом и Раймондом Вашингтоном. Они начали объединять небольшие афроамериканские банды в одну крупную, стремясь, по их словам, создать организацию, которая могла бы противостоять «полицейскому насилию», от которого страдал их район.
В Лос-Анджелесе действуют около 230 банд Crips. Эти банды занимаются незаконным оборотом наркотиков, грабежами, убийствами, вымогательством, кражами и подделкой документов. Численность сообщества Crips составляет около 70 000 — 100 000 человек на 2019 год.
Одной из самых известных криминальных войн в истории Лос-Анджелеса является длительная война между афроамериканскими преступными сообществами Crips и Bloods.

### Pirus
Pirus — афроамериканская группировка, состоящая из отдельных банд.
Была образована в 1968 году в Комптоне. До 1972 года входила в сообщество Crips, действовавшее в окрестностях территории Pirus. Летом 1972 года между Crips и Pirus произошёл конфликт, который перешёл во вражду. Pirus, которые были не в состоянии конкурировать с многочисленной бандой Crips, созвали конференцию чёрных банд, также опасавшихся Crips. На этой конференции было принято решение о создании альянса Bloods. В 2004 году из-за конфликтов внутри альянса Bloods группировка Pirus в округе Лос-Анджелес вышла из Bloods. Однако часть банд сообщества Pirus осталась в альянсе Bloods, в частности, в городах Комптон, Карсон, Инглвуд и Ватт. Банды Pirus занимаются грабежами, вымогательством, незаконным оборотом наркотиков и убийствами.

### Bloods
Bloods — альянс афроамериканских банд, враждующих с Crips. Был образован группой чёрных банд.
В 1972 году участники банды Pirus, опасавшиеся враждующей с ними мощной банды Crips, организовали встречу, на которую пригласили те банды, на участников которых совершали нападения бандиты Crips. На встрече банды Pirus, Lueders Park Hustlers, L.A. Brim, Denver Lanes и Bishops, встревоженные быстрым распространением банды Crips, организовали альянс Bloods, рассчитывая на то, что этот альянс сможет противостоять Crips. Позже многие другие банды, враждовавшие с Crips, присоединялись к альянсу Bloods.
Одной из самой кровавых войн в истории банд Лос-Анджелеса была длившаяся в 1980-х годах война между the Bounty Hunters (одной из крупнейших банд Bloods в округе) и Grape Street Crips.
После того, как в 2004 году банда Pirus из-за внутренних разногласий вышла из альянса Bloods, было принято соглашение о перемирии между Bloods и Crips, которое можно считать формальным. Часть банд Pirus вышла из Bloods, но часть осталась. Большинство группировок альянса Bloods составляют банды, входящие в сообщество Pirus.
В Лос-Анджелесе действуют около 75 банд, входящих в Bloods. Они занимаются незаконным оборотом наркотиков, грабежами, вымогательством, убийствами. Численность Bloods — около 15 000 — 30 000 человек.

### Hoover Criminals
Hoover Criminals — небольшой самостоятельный альянс афроамериканских банд в Южном Централе Лос-Анджелеса.
Союз группировок образован в 1960-х годах под названием Hoover Groovers. Приблизительно в середине 1970-х банда примкнула к альянсу Crips, образовав сэт Hoover Crips. В 1979 году, когда началась война между крупнейшими группировками калек — Rollin 60s Neighbourhood Crips и Eight Tray Gangster Crips, клики хуверов оказывали поддержку второй стороне и теперь называли себя как Hoover Gangster Crips. В конце 1980-х годов, в эпоху крэковой эпидемии среди банд Hoover Crips были вовлечены в ожесточённую войну с другими группировками сообщества калек за влияние в продаже наркотика, особенно с Rollin 60s. В конечном итоге, начиная с 1990-х годов, вследствие конфликтов внутри сообщества Crips, все хуверы, за исключением 52 Hoover Crips, покинули альянс, став независимым союзом банд и переименовав себя в Hoover Criminals, которые стали враждавать как с калеками, так и с кровавыми. Участники отличаются ношением бандан и одежды оранжевого цвета, а также атрибутики бейсбольной команды Houston-Astros. Промышляют преимущественно торговлей наркотиками и оружием.

## Латиноамериканские банды
Больше половины всех уличных банд Лос-Анджелеса состоит из латиноамериканцев. Самыми крупными латиноамериканскими бандами являются Mara Salvatrucha, 18th Street gang и Latin Kings. Nortenos является сообществом латиноамериканских банд, базирующихся на Севере Калифорнии, Surenos — сообществом латиноамериканских банд Южной Калифорнии. Латиноамериканские группировки контролируют долины Сан-Фернандо и Сан-Гейбриел, пляжные зоны Лонг-Бич и самый опасный район города — South-Central (Южный центр).

### Mara Salvatrucha
Mara Salvatrucha — организованная международная латиноамериканская преступная группировка. Одна из самых жестоких, многочисленных и быстрорастущих уличных банд Центральной и Северной Америки, которая активно действует на территории нескольких стран (прежде всего, в США, Мексике, Сальвадоре, Гондурасе и Гватемале). Является крупнейшей латиноамериканской преступной группировкой Лос-Анджелеса.
Группировка возникла в Лос-Анджелесе в среде иммигрантов из Сальвадора, которые массово хлынули в США в начале 1980-х годов, спасаясь от гражданской войны в своей стране (к началу 1990-х годов только в Лос-Анджелесе проживало около 300 тысяч сальвадорцев). Подвергаясь насилию со стороны других уличных банд (прежде всего латиноамериканских бандитов из группировки 18th Street gang и афроамериканцев), сальвадорцы в ответ создали свою группировку. С ростом численности иммигрантов и расширением влияния у Mara Salvatrucha стали появляться территориальные «филиалы» («клики») — Holywood Locos, Sailors Locos Salvatruchos, Langley Park Salvatruchos, Teclas Locos Salvatruchos, Centrales Locos Salvatruchos, Directa Locos Salvatruchos, Chilangeras Locos Salvatruchos, Brentwood Locos Salvatruchos, Hempstead Locos Salvatruchos, Familia Mara Salvatrucha, Freeport Locos Salvatruchos, Francis Street Locos, Park View Locos Salvatruchos, Coronado Street Locos, Pee Wee Locos, Rampart Street Locos, Western Locos Salvatrucha, Normandie Locos Salvatruchos и Leeward Grandes Salvatruchos (последние две «клики», базирующиеся в Лос-Анджелесе, к 2007 году являлись наиболее авторитетными).
По разным оценкам, численность преступного синдиката колеблется от 50 до 300 тысяч человек, включая ассоциированных участников (в том числе в США — от 10 до 40 тыс.). Согласно оценкам правоохранителей, в том числе ФБР, численность Mara Salvatrucha составляет около 50—80 тыс. человек, из которых около 10—15 тыс. находятся в США.
Группировка Mara Salvatrucha официально была признана властями США «самой большой угрозой для США после Аль-Каиды». В октябре 2012 года Mara Salvatrucha стала первой уличной бандой, которую федеральные власти США признали «транснациональной криминальной организацией».
Mara Salvatrucha занимается многими видами преступного бизнеса, в том числе торговлей наркотиками, оружием и людьми; грабежами, рэкетом, заказными убийствами, похищениями людей с целью получения выкупа, сутенёрством, угонами автомобилей, отмыванием денег и мошенничеством. Многие уличные торговцы и небольшие магазины, расположенные на территориях Mara Salvatrucha, платят банде до половины дохода за возможность работать. Группировке вынуждены платить и многие проживающие в США сальвадорцы, родственников которых в случае отказа бандиты изувечат или убьют на родине (как на воле, так и в тюрьме). Но наибольшую прибыль Mara Salvatrucha получает от посредничества в наркоторговле или собирая дань за право торговать наркотиками на «своей» территории. Также на MS-13 замыкаются многочисленные команды воров, промышляющие в розничных сетях, небольших магазинах и аптеках.
Союзниками Mara Salvatrucha являются самая мощная тюремная банда Калифорнии — Мексиканская мафия, а также мексиканские наркокартели Синалоа и Гольфо. Главным врагом группировки является другая крупная латиноамериканская преступная группировка — 18th Street gang, также Mara Salvatrucha враждует с группировками The Rascals (банда), Playboys (преступная группировка), Latin Kings, Bloods, Pirus и Crips.

### 18th Street gang

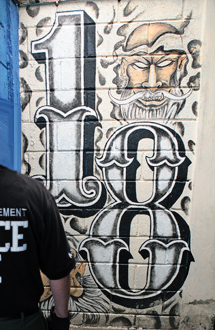
Граффити группировки 18th Street gang

18th Street gang (Банда 18-й улицы, Calle 18, Barre-18, L-18 — хорошо организованная мультиэтническая международная преступная группировка, состоящая в основном из латиноамериканцев, первоначально возникшая в 1960-х годах как уличная банда в районе Рэмпарт американского города Лос-Анджелес в штате Калифорния. Считается крупнейшей международной преступной группировкой в Лос-Анджелесе — предполагается, что только в одном округе Лос-Анджелес насчитывается более 10 тысяч бандитов этой группировки. Группировки 18th Street gang действуют в Долине Сан-Фернандо, Долине Сан-Габриэля, Южном заливе, Восточном Лос-Анджелесе, Южном Лос-Анджелесе, в центральном Лос-Анджелесе, Центре города, Союзе Пико, Инглвуде, Кадахи, Линвуде, Саут-Гейт, Хантингтон-Парке, Мэйвуде и округе Ориндж. Около 15 000 участников группировки в округе Лос-Анджелес разделены на две фактически самостоятельные мегабанды, выступающие под одним лейблом.
Большинство группировок 18th Street gang, действующих всюду по Южной Калифорнии, были созданы участниками банды из Лос-Анджелеса, мигрирующими в другие области и основывающими собственные группировки сообщества 18th Street gang.
В среднем каждый день в округе Лос-Анджелес бандитами из этой группировки совершается нападение или ограбление. Группировка совершила более 250 убийств в городе Лос-Анджелес за прошлые 10 лет — в три раза больше, чем многие самые активные банды города.
Главный источник дохода группировки — уличная торговля кокаином и марихуаной, также её деятельность включает в себя убийства, заказные убийства, вымогательство, незаконный оборот наркотиков, незаконную иммиграцию, нападения, торговлю людьми, квартирные и автомобильные кражи, ограбления, торговлю оружием и другие преступления.
Союзниками 18th Street gang являются Мексиканская мафия и наркокартель Лос-Сетас, противниками — Bloods, Clanton 14 и Mara Salvatrucha. Последняя является главным врагом 18th Street gang.

### Latin Kings

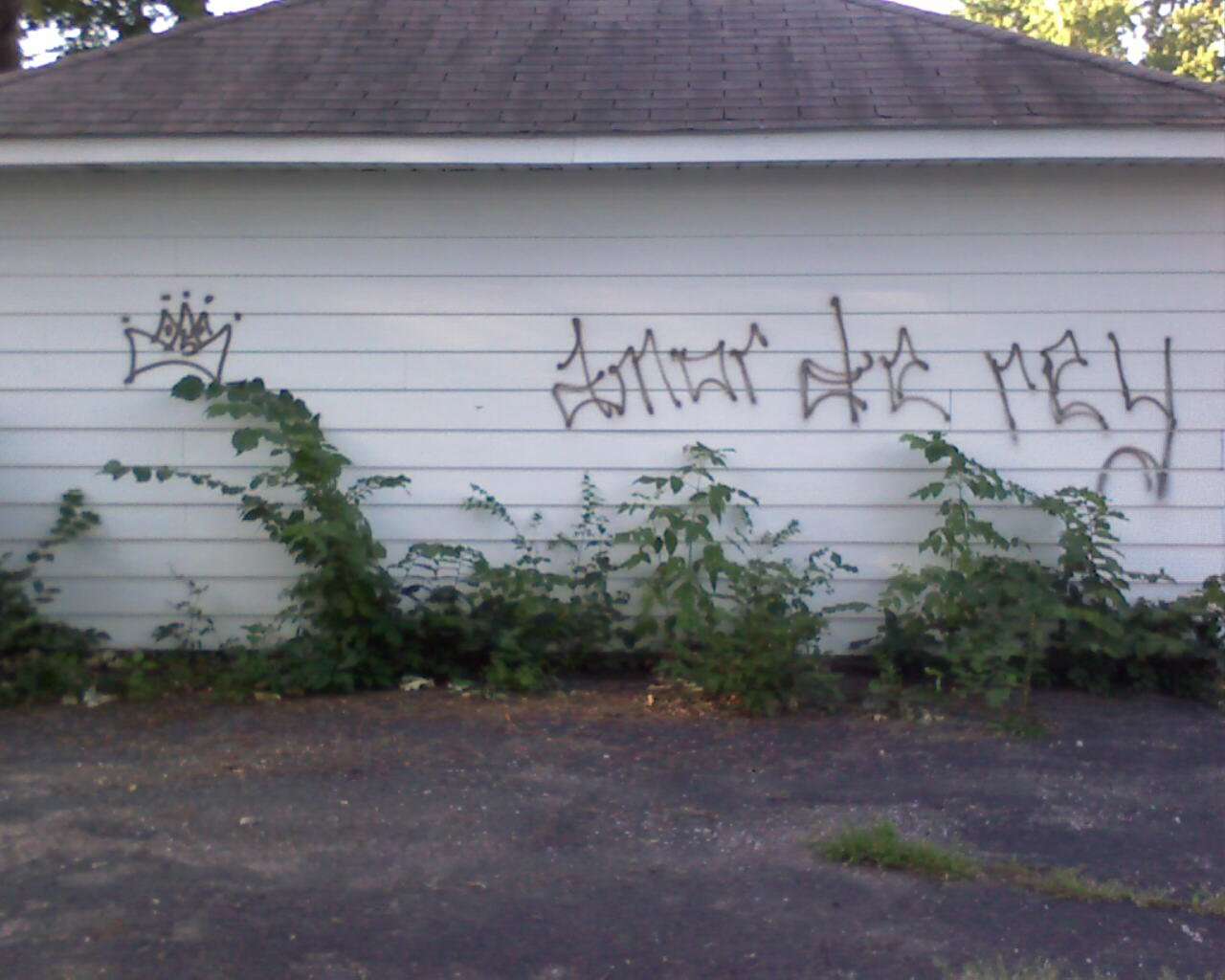
Граффити группировки Latin Kings

Latin Kings («Латиноамериканские Короли») — хорошо организованная американская преступная группировка, состоящая из латиноамериканцев. Действует в Мексике, Доминиканской Республике, Испании, Сальвадоре, Никарагуа и США. В последней стране наиболее активна в Лос-Анджелесе, Чикаго и Нью-Йорке.
Считается одной из самых многочисленных в мире банд, состоящих из выходцев из Латинской Америки. Группировка появилась в 1940-х годах в Нью-Йорке. В США «королями» становились, как правило, молодые люди из бедных семей, приехавших из Пуэрто-Рико и Мексики.
Несмотря на отсутствие центрального руководства, банда действует во многих штатах США. Численность группировки в США составляет около 25 тысяч человек. В отличие от других крупных латиноамериканских банд — Mara Salvatrucha и 18th Street gang — банда Latin Kings не отличается особой жестокостью.
Преступная деятельность Latin Kings включает в себя наркоторговлю, сутенёрство, рэкет, торговлю оружием, вымогательство, грабежи, убийства, заказные убийства, изготовление фальшивых денег и подделку документов. Общая численность группировки составляет около 60 000 человек.
Союзниками группировки являются бандитская система People Nation, группировки Bloods, Netas, Vice Lords и сообщество латиноамериканских банд Северной Калифорнии Norteños. Противники группировки — бандитская система Folk Nation, сообщество латиноамериканских банд Южной Калифорнии Sureños, группировки Нацистские бунтари, Crips, Trinitario, Spanish Gangster Disciples, Mara Salvatrucha и United Blood Nation.

### Norteños
Norteños (исп. жители севера, Norteñas для женщин) — сообщество различных латиноамериканских уличных банд (состоящие в основном из мексиканцев), связанных с Нуэстра Фамилия («Наша Семья»).
В 1968 году американские заключённые-мексиканцы в тюрьмах Калифорнии разделялись на две конкурирующих группы — Nortenos (жители севера) и Surenos (южане), согласно местоположениям их родных городов (разделительная линия между севером и югом была около города Делано).
Norteños, аффилированные с Нуэстра Фамилия, были тюремными врагами южных латиноамериканцев, которые состояли из участников и филиалов La Eme, более известного как Мексиканская мафия. В то время как Мексиканская мафия была первоначально создана, чтобы защитить мексиканцев в тюрьмах, был заметен высокий уровень неприязни участников La Eme к заключённым латиноамериканцам из сельских областей Северной Калифорнии. Событием, которое привело к продолжительной войне между Norteños и Мексиканской мафией, считается предполагаемый инцидент кражи участником La Eme пары обуви у участника Нортеньос. Эти обстоятельства привели к самой продолжительной войне банд в тюрьмах Калифорнии.
Банды Norteños действуют в Северной и Центральной Калифорнии. Они участвуют в различной преступной деятельности, но сосредотачиваются главным образом на уличном незаконном обороте наркотиков. Также их деятельность включает в себя вымогательство, торговлю оружием, убийства, кражи, грабежи и угоны автомобилей. Группировки Norteños фактически являются пехотинцами тюремной банды Нуэстра Фамилия. Группировки, образующие сообщество Norteños, поддерживают договор единства и перемирия между собой и следуют строгому своду правил (в отличие от группировок сообщества Sureños, которые зачастую враждуют и даже воюют между собой).
Союзниками Norteños являются Нуэстра Фамилия, Bloods и Чёрная партизанская семья. Противники Norteños — Sureños и Мексиканская мафия.

### Sureños
Sureños («южанин» или Sureñas для женщин),— латиноамериканские независимые уличные банды (состоящие в основном из мексиканцев), связанные с Мексиканской мафией. Многие банды Суреньос конкурируют друг с другом (за исключением бандитов, находящихся в тюрьме), хотя они и разделяют общую идентичность. Между группировками Суреньос нередко происходят столкновения, в том числе с убийствами и применением огнестрельного оружия.
Суреньос появились в 1968 году, но этот термин не использовался до 1970-х годов в результате длительного конфликта между Мексиканской мафией и Нуэстра Фамилия в тюремной системе Калифорнии. В результате этих тюремных войн все латиноамериканские банды Калифорнии присоединяются к движению Суреньос или Нортеньос с очень немногими исключениями, такими как Бульдоги Фресно и бригады Маравилла (Maravilla) восточного Лос-Анджелеса.
Суреньос распространены главным образом на Западном побережье, прежде всего в южной Калифорнии, где они появились. В одном только округе Лос-Анджелес есть приблизительно 20 000 Суреньос. Они успешно мигрировали в каждый крупнейший город в каждом штате США, так же как в Канаде, Мексике, Гондурасе, Сальвадоре и Гватемале. Одна из главных причин для этого перемещения — три строгих закона о забастовках в Калифорнии.
Суреньос являются пехотинцами мощной тюремной банды Мексиканская мафия. Многие участники Суреньос стремятся в конечном счёте «сделать карьеру» в Мексиканской мафии, и это одно из объяснений того, что они выполняют любые заказы, данные им, чтобы доказать свою преданность.
Группировки Суреньос действуют главным образом на Западном побережье США, прежде всего в Южной Калифорнии. Они вовлечены во многие виды преступной деятельности, такие как незаконный оборот наркотиков, убийства, похищения людей, вымогательство, нападения, воровство, грабеж, мошенничество и незаконный оборот оружия. Они также в значительной степени заняты торговлей людьми.
Союзниками Суреньос являются Мексиканская мафия, Арийское братство, Нацистские бунтари, некоторые мексиканские наркокартели — Лос-Сетас, Картель Синалоа, Тихуанский картель, противниками — Нуэстра Фамилия, Нортеньос, Бульдоги Фресно, Bloods, Pirus.

## Смешанные и прочие банды
В Лос-Анджелесе действуют также азиатские, белые и смешанные банды. Их численность неизвестна. Среди азиатских банд наиболее известными являются Asian Boyz, Wah Ching, Tiny Rascal gang, вьетнамские преступные группировки и китайские триады. Также в Лос-Анджелесе действуют участники кланов японской мафии Якудза. В Лонг-Бич действует самоанская группировка и банда Inglewood Crip, состоящая из уроженцев тихоокеанского островного государства Тонга.

## Войны
Одним из главных источников дохода для банд Лос-Анджелеса является уличная торговля наркотиками, что является одной из причин того, что банды враждуют между собой за территории и сферы влияния. Войны между группировками случаются из-за споров за контролируемые бандами территории, из-за убийств участников одной банды представителями другой или по каким-либо другим причинам. Банды рисуют граффити для обозначения своей территории и для передачи информации. По статистике, большинство участников банд Лос-Анджелеса погибают, не дожив до 21 года. Среди гангстеров распространена традиция — в память об убитом участнике банды вешать обувь на проводах возле того места, где он погиб.
Иногда войны между бандами заканчиваются после победы одной из них, но чаще банды не прекращают войну до того момента, пока обе стороны не будут абсолютно обескровлены. Нередко убийства происходят в процессе drive-by — обстрела из движущегося автомобиля. Иногда бандита могут застрелить проникшие на территорию района его банды враги, иногда участника банды убивают, когда он вторгается на территорию района вражеской банды. Обычно после начала войны банды начинают закрашивать граффити враждебной группировки, нередко участники банд попадают под обстрел во время закрашивания тегов.
В ходе войны банды используют, как правило, огнестрельное оружие абсолютно разных видов, от 9-миллиметрового пистолета до крупнокалиберных пулемётов. Широкой популярностью пользуются пистолеты-пулемёты. Одним из самых опасных видов оружия считается боевая винтовка калибра .223, обладающая высокой скоростью стрельбы и стреляющая экспансивными пулями. Оружие обычно покупают подруги бандитов или посредники. В других случаях бандиты крадут легальное оружие из квартир владельцев.
Зачастую жертвами бандитов становятся случайные прохожие. Так, 11-летняя Лесли Сепеда была убита в собственном автомобиле, когда ждала подругу, а 18-летний Андрэ Морган погиб от пули неизвестного преступника, возвращаясь домой с баскетбольного матча.
По состоянию на начало 2000-х годов Лос-Анджелес превосходил по количеству убийств Нью-Йорк, в котором проживает в два раза больше человек. К тому времени численность участников уличных группировок в Лос-Анджелесе за 30 лет увеличилась с 13 000 до 80 000 человек. В 2006 году количество преступлений в Калифорнии, связанных с насилием, выросло на 14 %, а количество преступлений на почве расовой ненависти выросло на 46 %.
Уровень преступности в Калифорнии достиг своего апогея в мае 2007. К этому году количество подростков от 12 до 17 лет, вовлечённых в преступную деятельность, приблизилось к 70 000 человек. В 2007 году в Лос-Анджелесе был отмечен большой всплеск насилия, вызванный войной между двумя тюремными бандами — Мексиканской мафией и Чёрной партизанской семьёй. В результате столкновений и нападений были убиты 656 человек. Полиция города обратилась за помощью к ФБР. В 2007 году тюрьмы Калифорнии были переполнены заключёнными. В том же году город был признан самым опасным крупным городом США и получил неофициальное название столицы убийств Америки. Часто Лос-Анджелес называют «бандитской столицей» («Gang Capital»). Комиссар полиции Лос-Анджелеса Рик Карузо назвал участников банд «национальными террористами».
Самое большое количество убийств происходит в Комптоне, южном пригороде Лос-Анджелеса. В 2005 году в городе было совершено 75 умышленных убийств, 40 изнасилований, 474 грабежа, 1157 нападений, 638 краж со взломом, 971 кража, 1006 угонов автомобилей и 91 поджог. После опубликования этих данных жителям города было предложено сдать своё оружие в полицию за вознаграждение в 5000 долларов. В 2007 году в городе было зафиксировано 80 убийств. По выражению Уильяма Браттона, Комптон является «двумя самыми криминогенными квадратными милями во всей Америке». Если в начале 1990-х годов в этом районе действовали в основном афроамериканские группировки, то по состоянию на конец 2000-х годов там действуют 68 чёрных и латиноамериканских банд. Часто «разборки» в Комптоне происходят в парке Кампанеллы. Комптон относится к самым криминально опасным городам США. В 2006 году частный исследовательский институт «Morgan Quitno» признал Комптон самым криминальным городом среди городов с количеством населения 75 000 — 99 999 жителей и четвёртым среди всех американских городов. Количество убийств превышает средний уровень по стране в 8 раз.
В 2008 году в средней школе Locke High School на юге Лос-Анджелеса произошло массовое побоище между учащимися, в котором приняли участие около 600 подростков. Поводом для массовой драки стал конфликт между участниками двух подростковых банд. Остановить побоище смогла только полиция, причем дерущихся разнимали более 100 полицейских. Некоторые ученики напали на офицеров. Несколько учащихся получили ранения, пять человек были арестованы.
В феврале 2008 года в Лос-Анджелесе было зафиксировано около 2 тысяч преступлений.
В настоящее время в Лос-Анджелесе идут масштабные войны между различными латиноамериканскими бандами с одной стороны и афроамериканскими с другой. Особенно ожесточённо эти войны идут в восточной части города. Восточный Лос-Анджелес является традиционным центром проживания латиноамериканского сообщества — там концентрируются мексиканцы, рождённые в США. Этот же район является регионом с наибольшим количеством банд не только в Лос-Анджелесе, но и во всей стране. На территории района радиусом в 15 километров действуют около 200 банд.
Многие из этих конфликтов уже приобрели характер не только конфронтации между бандами, но и межрасовой вражды. В Лос-Анджелесе латиноамериканцев проживает примерно в пять раз больше, чем афроамериканцев. Банды «латинос» постепенно становятся всё более мощными. Они же обычно являются более хорошо организованными, чем чёрные банды.
Каждый год в Лос-Анджелесе в результате бандитских войн погибают или получают ранения более 3 тысяч человек. По некоторым данным, в бандитских районах Лос-Анджелеса за последние несколько лет были убиты около 10 тысяч человек.